# Polska Agencja Nadzoru Audytowego
Polska Agencja Nadzoru Audytowego (PANA) – państwowa osoba prawna nadzorowana przez Ministra Finansów. Sprawuje nadzór nad biegłymi rewidentami, firmami audytorskimi działającymi w Polsce i nad samorządem zawodowym biegłych rewidentów (Polską Izbą Biegłych Rewidentów).

## Cele i podstawa prawna
PANA została utworzona na podstawie ustawy z dnia 11 maja 2017 r. o biegłych rewidentach, firmach audytorskich oraz nadzorze publicznym, która określa jej strukturę, źródła finansowania, uprawnienia i zadania. Zadania i obowiązki Agencji zostały również określone w Rozporządzeniu nr 537/2014. PANA wstąpiła w prawa i obowiązki Komisji Nadzoru Audytowego.
PANA rozpoczęła funkcjonowanie 1 stycznia 2020 roku w związku z reformą nadzoru nad sprawozdawczością finansową przeprowadzoną przez państwa członkowskie Unii Europejskiej.
Polska Agencja Nadzoru Audytowego, działając w interesie publicznym, dąży do zapewnienia najwyższej jakości i rzetelności badań sprawozdań finansowych oraz usług atestacyjnych innych niż badanie ustawowe i usług pokrewnych.

## Zadania
Do zadań PANA należy m.in.:                           
- podejmowanie działań:
  - służących prawidłowemu funkcjonowaniu rynku biegłych rewidentów i firm audytorskich,
  - mających na celu rozwój rynku biegłych rewidentów i firm audytorskich oraz jego konkurencyjności,
  - mających na celu wspieranie rozwoju innowacyjności rynku biegłych rewidentów i firm audytorskich,
  - edukacyjnych i informacyjnych w zakresie funkcjonowania rynku biegłych rewidentów i firm audytorskich,

- nadzór nad Polską Izbą Biegłych Rewidentów, firmami audytorskimi i biegłymi rewidentami,
- przeprowadzanie kontroli w firmach audytorskich,
- prowadzenie postępowań administracyjnych (wobec firm audytorskich) i dyscyplinarnych (wobec biegłych rewidentów),
- rozpatrywanie zawiadomień dotyczących podejrzenia naruszeń przepisów ustawy o biegłych rewidentach i krajowych standardów wykonywania zawodu,
- prowadzenie listy firm audytorskich,
- dokonywanie analiz rynku na podstawie posiadanych danych,
- monitorowanie rynku w zakresie usług świadczonych przez biegłych rewidentów i firmy audytorskie, w szczególności w zakresie, o którym mowa w art. 27 rozporządzenia nr 537/2014,
- współpracę z organami nadzoru z innych państw oraz z organizacjami zrzeszającymi zagraniczne organy nadzoru,
- opiniowanie projektów aktów prawnych dotyczące biegłych rewidentów i firm audytorskich,
- wykonywanie innych zadań określonych w ustawie o biegłych rewidentach, m.in. realizowanie inicjatyw mających na celu zapewnienie właściwego funkcjonowania systemów zapewnienia jakości.

PANA publikuje na swojej stronie internetowej informacje i opracowania dotyczące nadzoru oraz funkcjonowania polskiego rynku biegłych rewidentów i firm audytorskich:
- Roczne sprawozdania PANA[9]
- Sprawozdania z monitorowania rynku usług świadczonych przez biegłych rewidentów i firmy audytorskie[9]
- Podsumowania przeprowadzonych kontroli oraz sprawozdania z kontroli tematycznych[10]
- Rocznik Audytu i Rachunkowości[11]

## Współpraca międzynarodowa
PANA uczestniczy we współpracy międzynarodowej w zakresie nadzoru publicznego, w tym:
- na poziomie UE - jako członek KEONA (Komitet Europejskich Organów Nadzoru Audytowego, ang. CEAOB[12]), współpracujący z Komisją Europejską i europejskimi organami nadzoru,
- na poziomie globalnym, jako członek IFIAR (Międzynarodowe Forum Niezależnych Organów Regulacyjnych ds. Audytu)[13],
- w formie relacji dwustronnych z zagranicznymi organami nadzoru publicznego.

## Prezesi
- Marcin Obroniecki (1 marca 2020 – 13 listopada 2023)[14]
- Piotr Patkowski (13 listopada 2023 – 26 stycznia 2024)[15]
- Jacek Gdański (od 31 stycznia 2024)[16]